# 幼年ブック
『幼年ブック』（ようねんブック）は、かつて発行されていた日本の幼少年向け雑誌。
国民図書刊行会（帝国教育会出版部などが合併し、1944年設立。現・チャイルド本社）が1947年1月号から1949年8月号まで発行していた幼年向け読み物・絵本雑誌『幼年ブック』と、集英社が1953年9月号から1957年12月号まで発行した幼年向け漫画雑誌『幼年ブック』とがある。本項では両誌を解説する。

## 『幼年ブック』国民図書刊行会発行
- 1946年12月、1947年1月号を創刊号としてスタート[1]。
- 占領下の児童向け雑誌らしく、平和主義、民主主義に反しない内容となっており、文学面では、村岡花子、村山知義、草野心平、平塚武二、奈街三郎、坪田譲治、海野十三、滑川道夫、サトウハチロー、浜田廣介、竹内てるよ、石森延男、岡本良雄、小川未明、藤田圭雄、花岡大学、西條八十が参加し、美術面では、茂田井茂、村山知義、武井武雄、鳥居敏文、清水崑、松山文雄がサポートした[2]。
- 1949年10月に競合誌『チャイルドブック』が国民図書刊行会から発行されるようになり、休刊。『幼年ブック』の執筆者・協力者は、『チャイルドブック』に移った[3]。

## 『幼年ブック』集英社発行
- 占領軍による検閲がなくなった時代の発行。1953年9月号を創刊号としてスタート[4]。従来の同名誌とは違って、馬場のぼる、宮坂栄一、益子かつみ、鈴木光明ら漫画家の漫画を起用。原作者として梶原一騎らを起用、アニメーション映画出身のうしおそうじ、政岡憲三、熊川正雄、空想科学イラストで有名な小松崎茂、文学者としては、岡本良雄、山川惣治らが協力した[5]。
- 1958年に漫画雑誌『日の丸』に改題されて、『幼年ブック』としては終刊した。